# Xanthopimpla morsei
Xanthopimpla morsei (лат.) — вид перепончатокрылых наездников-ихневмонид рода Xanthopimpla из подсемейства Pimplinae (Ichneumonidae). Название происходит от азбуки Морзе из-за узора из точек, тире и пробелов. 

## Распространение
Вьетнам (Национальный парк Каттьен в провинции Донгнай).

## Описание
Среднего размера перепончатокрылые насекомые. Основная окраска жёлтая с небольшими чёрными пятнами. Длина тела 7,3 мм, переднего крыла 5,2 мм. Жгутик антенны в вершинной половине немного толще базальной половины; щёчное пространство длинное, около 0,85 ширины основания мандибулы; щитик без латерального валика на вершинной четверти; субметаплевральный киль имеется на передних 0,5 метаплевры; яйцеклад загнут вниз, ножны яйцеклада в 0,6 раза длиннее задних голеней. Лимонно-желтый наездник; антенны коричневые в основании, темно-коричневые на вершине; среднеспинка с тремя сплошными чёрными пятнами посередине; тегула коричневая, сзади прозрачная; основание проподеума с чёрной полосой, немного заходящей над первым латеральным полем; средний вертлуг с базальными 0,4 вентральной и 0,6 латеральной стороны коричневого цвета; основание и вершина средней голени с темно-коричневыми полосами; задний вертлуг черноватый; задние голени в основании и на вершине черные; пятые членики средних и задних ног коричневые; крылья прозрачные, птеростигма и жилки коричневые, кроме базальной половины ребра желтоватые; тергиты 1, 3 и 7 с чёрными перевязями; 4-й и 5-й тергиты с двумя латеральными чёрными пятнами, 8-й тергит с срединным чёрным пятном; яйцеклад красновато-коричневый; яйцеклад чёрный. Предположительно, как и близкие виды паразитирует на гусеницах и куколках бабочек (Lepidoptera). Вид был впервые описан в 2011 году энтомологами из Вьетнама (Nhi Thi Pham; Institute of Ecology and Biological Resources, 18 Hoang Quoc Viet, Ханой, Вьетнам), Великобритании (Gavin R. Broad; Department of Entomology, Natural History Museum, Лондон, Великобритания), Японии (Rikio Matsumoto; Osaka Museum of Natural History, Осака, Япония) и Германии (Wolfgang J. Wägele; Zoological Reasearch Museum Alexander Koenig, Бонн, Германия). Xanthopimpla morsei сходен с видом Xanthopimpla flava Ashmead отличаясь наличием чёрных отметин на теле, более коротким субметаплевральным килем (доходит до 0,5 против 0,75 спереди), проподеумом с неполным латеральным продольным килем и апикальным поперечным килем, несколько вогнутым медиально.